# نعناع أيلي
النَّعْنَاعُ الأُيَّلِيُّ أو الفُوذَنْجُ المَرْجِيُّ أو النَّابِطَةُ المَرْجِيَّةُ أو الإِضْحِيَانُ (باللاتينية: Mentha cervina) نوع نباتي يتبع جنس النعناع من الفصيلة الشفوية.

## الموئل والانتشار
موطنه المغرب العربي وجنوب غرب أوروبا.